# Шынбулак
Шынбулак (каз. Шыңбұлақ, до 1993 г. — Братское) — аул в Жуалынском районе Жамбылской области Казахстана. Входит в состав Жетитобинского сельского округа. Находится примерно в 14 км к северо-западу от районного центра, села Бауыржан Момышулы. Код КАТО — 314245600.
В ауле родился советский и казахстанский самбист Салкен Жартыбаев.

## Население
В 1999 году население аула составляло 714 человек (349 мужчин и 365 женщин). По данным переписи 2009 года, в ауле проживало 809 человек (417 мужчин и 392 женщины).